# Майская Горка (Архангельск)
Майская Горка — один из девяти территориальных округов Архангельска. Расположен в юго-восточной части города, на правом берегу р. Северной Двины, включая остров Краснофлотский. Основная часть начинается от улицы Октябрят, заканчивается улицей Папанина. Граничит с округами Ломоносовский и Варавино-Фактория г. Архангельска.

## Основные магистрали
- Ленинградский проспект
- Московский проспект
- Улица Прокопия Галушина
- Улица Папанина
- Улица Дачная
- Улица Ленина
- Окружное шоссе

Краснофлотский мост связывает Майскую Горку с федеральной автодорогой М8 «Холмогоры» Архангельск — Москва, также с аэропортом Васьково, а по Окружному шоссе с аэропортом Архангельск (Талаги).
По территории округа проходит железная дорога Архангельск — Карпогоры.

## Жилые микрорайоны
По номерам в районе улиц Прокопия Галушина, Полины Осипенко и Федора Абрамова: 5-й, 6-й, 7-й, 8-й микрорайоны.
По Московскому проспекту и Стрелковой улице.
По Дачной улице (улицы Дачная, Воронина, Папанина).
Микрорайон лесозавода № 3 (3-й лесозавод или ЛДК им. В. И. Ленина).
Остров Краснофлотский.

## История. Образование округа
Территориальный округ Майская Горка города Архангельска образован в 1991 году в соответствии с постановлением мэра г. Архангельска от 13 ноября 1991 года № 2 и решением Архангельского городского Совета народных депутатов от 15 ноября 1991 года № 88 «Об образовании территориальных городских округов».
В связи с постановлением и указанным решением была проведена реорганизация структуры органов управления города, в результате которой ликвидировано деление города на 4 района и образовано 9 территориальных округов, в том числе Майская Горка.
До 1991 года территория относилась к Ломоносовскому району города Архангельска.

## Население
| 2002    | 2008    | 2010    | 2011    | 2012    | 2013    | 2014    |
| ------- | ------- | ------- | ------- | ------- | ------- | ------- |
| 38 198  | ↗42 470 | ↘41 871 | ↘41 025 | ↗41 977 | ↗42 416 | ↗42 819 |
| 2015    | 2016    | 2021    |         |         |         |         |
| ↗43 467 | ↗44 120 | ↘41 903 |         |         |         |         |

## Социальная инфраструктура
Здравоохранение: городская клиническая больница № 4 (со взрослой и детской поликлиниками) по Дачной ул., д. 30, стоматологическая поликлиника № 2 по ул. Папанина, д. 9, филиал городской поликлиники № 2 на ул. Прокопия Галушина, д. 6, центр амбулаторного гемодиализа на ул. Прокопия Галушина, д. 23; областной центр лечебной физкультуры и спортивной медицины на Холмогорской ул., д. 16.
Образование: высшая школа педагогики и психологии САФУ (Ленинградский просп., д. 40), филиал торгово-экономического колледжа (Дачная ул., д. 57), эколого-биологический лицей (Ленинградский просп., д. 75), гимназия № 25 (Московский просп., д. 43), школы № 32 (соловецких юнг), 35, 95, филиал № 1 открытой сменной общеобразовательной школы, ПТУ-интернат Министерства социальной защиты РФ, школа ДОСААФ.
Культура: Молодежный культурный центр «Луч» (ул. Первомайская, д. 3) и его филиалы в микрорайоне 3-го лесозавода и на острове Краснофлотский, а также творческие центры на ул. Федора Абрамова, д. 5 и на ул. Чкалова, д. 2; выставочный и культурно-развлекательный центр «Норд-экспо», расположенный по улицам Папанина и Дачной, где проходят ежегодная городская Маргаритинская ярмарка, деловые мероприятия и концерты популярных исполнителей; развлекательный комплекс М33.
Библиотеки: детская (ул. Первомайская, д. 4),
округа Майская Горка (Холмогорская ул., д. 16).
- В 2019 году в округе после реконструкции и благоустройства открыт парк Майский, расположенный вдоль берега р. Северной Двины и Ленинградского проспекта от ул. Прокопия Галушина до ул. Красной Звезды.

Социальная сфера: областной центр реабилитации «Родник» (ул. Прокопия Галушина, д. 6), Архангельский центр комплексного социального обслуживания (ул. Прокопия Галушина, д. 6), Приморский центр комплексного социального обслуживания (Приморский район Архангельской области) на Дачной ул., д. 57.
Отделения связи:
163009, ул. Прокопия Галушина, д. 9;
163011, ул. Дружбы, д. 39 (на острове Краснофлотский);
163015, Ленинградский просп., д. 161
(м/р 3-го лесозавода);
163065, ул. Прокопия Галушина, д. 21.
- МФЦ: ул. Прокопия Галушина, д. 21, корп. 1

## Предприятия
Архангельское протезно-ортопедическое предприятие (ул. Дачная, д. 55)
ООО «Даммерс» (ул. Ленина, д. 29)
АО «Молоко» (ул. Октябрят, д. 42)
ООО «Севзапдорстрой» (ул. Дачная, д. 59, корп. 1)
ОАО «Универсалавтотранс» (ул. Федора Абрамова, д. 17)
ГУП «Фармация» (ул. Папанина, д. 19)
МУП «Водоочистка» (ул. Дачная, д. 49)
ООО «Регион-лес» (Бывший ОАО «Лесозавод № 3»)

## Торговля
В 2019 году среди крупных торговых предприятий в округе работают ТРЦ «Макси» на Ленинградском проспекте, д. 38 и ТЦ «Вертикаль» (Московский проспект, д. 49), второй «Макси» на Московском проспекте, д. 46, а также «Магнит-опт» на Первомайской ул., д. 27 и ТЦ «На Дачной» (Дачная ул., д. 59).
Сетевые магазины в округе: «Петровский», «Магнит», «Пятерочка», «Союз», «Апрель», «Гарант», «Эконом», «Шик», «Улыбка радуги», «Фикс прайс», «Черный кот»; автомагазины, автоцентры.

### Карты
- [mapq37.narod.ru/map1/iq37128129130.html Топографическая карта Q-37-128,129,130. Архангельск — 1 : 100 000]